# 延國符

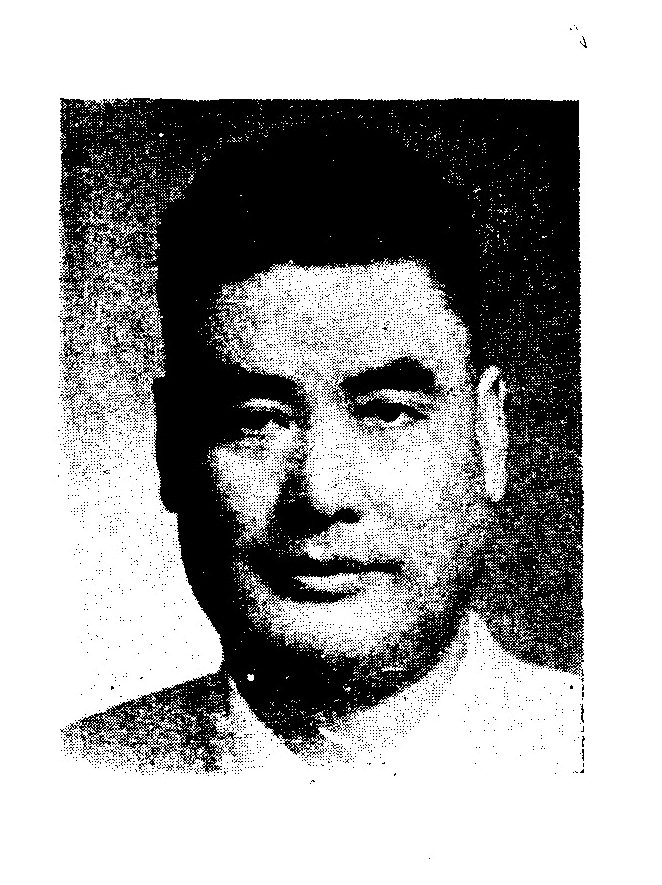
延國符近照

延国符（1900年—1975年12月）原名瑞琪，字国符，以字行，山东省广饶县宋店村人，中华民国政治人物。

## 生平
延国符自幼承家训，入私塾，后来先后入延家集小学、段河庄高小、山东省立第一中学。1916年，延国符经邓天一介绍，加入中华革命党，参加山东省的讨袁战役。1918年夏，延国符入山西陆军步兵第七团当兵。同年8月，考入山西大学预科。1921年6月毕业，随后考入北京大学政治系，加入中国国民党，并主持该党在北京的通讯及联络青年的工作。此后，奉北京大学校长蔡元培之命，组织北京大学学生军，被推举为军长。1924年1月，延国符参加了在广州举行的中国国民党第一次全国代表大会，获孙中山召见，接受了策动北京革命的指示。同年3月，延国符出任中国国民党执行部组织干事、中国国民党北京特别市党部筹备委员。后来，延国符赴华北各省指导中国国民党党务工作，秘密联络推翻曹锟、吴佩孚政府的运动，搜集各方情报。
1925年2月，延国符任河南省国民会议宣传委员，号召各界分别组成国民会议促成会，反对段祺瑞。同月，延国符在北京当选国民会议促成会全国总会执行委员。同年3月，孙中山在北京逝世。延国符参与治丧，并护送灵柩到北京西山碧云寺。同年8月，延国符受中国国民党北京执行部委派，出任西北宣传特派员，偕印度独立党人大天明一行10人，赴西藏及尼泊尔从事反英运动，因遭十三世达赖派员阻止，而返回兰州。中国国民党中央即任命延国符为中国国民党甘肃省党部筹备委员。中国国民党甘肃省临时党部成立后，延国符任常务委员，兼任办公署交际处长。
1926年，延国符调任绥远都统署交际处长，协助绥远的中国国民党党务工作。同年秋，冯玉祥任命延国符为国民军驻甘少将政治处长、政治训练所长、甘肃外交委员。同年冬，延国符任国民革命军第二集团军驻陕总部中将政治处长、中国国民党陕西省党部委员、《西安日报》社社长。
1928年，延国符任西安中山大学校长、中国国民党陕西省党部整理委员会常委兼组织部长。1929年，陕西省教育厅黄统反对中国国民党陕西省党部的青年运动，向冯玉祥密告延国符结党拥护蒋介石，冯玉祥即电令宋哲元就近处理。延国符乃被送交地方看守所等候法办。南京的中国国民党中央党部得悉后，速电宋哲元将延国符护送到南京。1930年，延国符应唐生智的邀请，担任总参议。后来，唐生智联合阎锡山反对蒋介石，延国符为避反蒋的嫌疑，乃转投山东省主席韩复榘，任山东省政府参议。
1937年抗日战争爆发，延国符任国民政府军事委员会军法执行总监部铁道运输少将分监，在郑州设立分监，负责第五、六战区的军风纪。1938年春，延国符升任全国军事运输中将军法执行监。1941年，转任国民政府军事委员会中将参议。1942年7月18日，任国民政府立法院第四届立法委员。1945年10月，兼任行政院救济总署鲁青分署署长。后来，先后担任制宪国民大会代表、第一届立法院立法委员。1948年，任立法院副秘书长。
1949年，延国符赴台湾。历任立法院立法委员、外交委员会召集委员、中国国民党第九、十届全国代表大会中央评议委员等职务。
1975年12月，延国符在台北市病逝。

## 著作
- 《延國符奮鬥生活回憶錄》